# Karl Steinbart

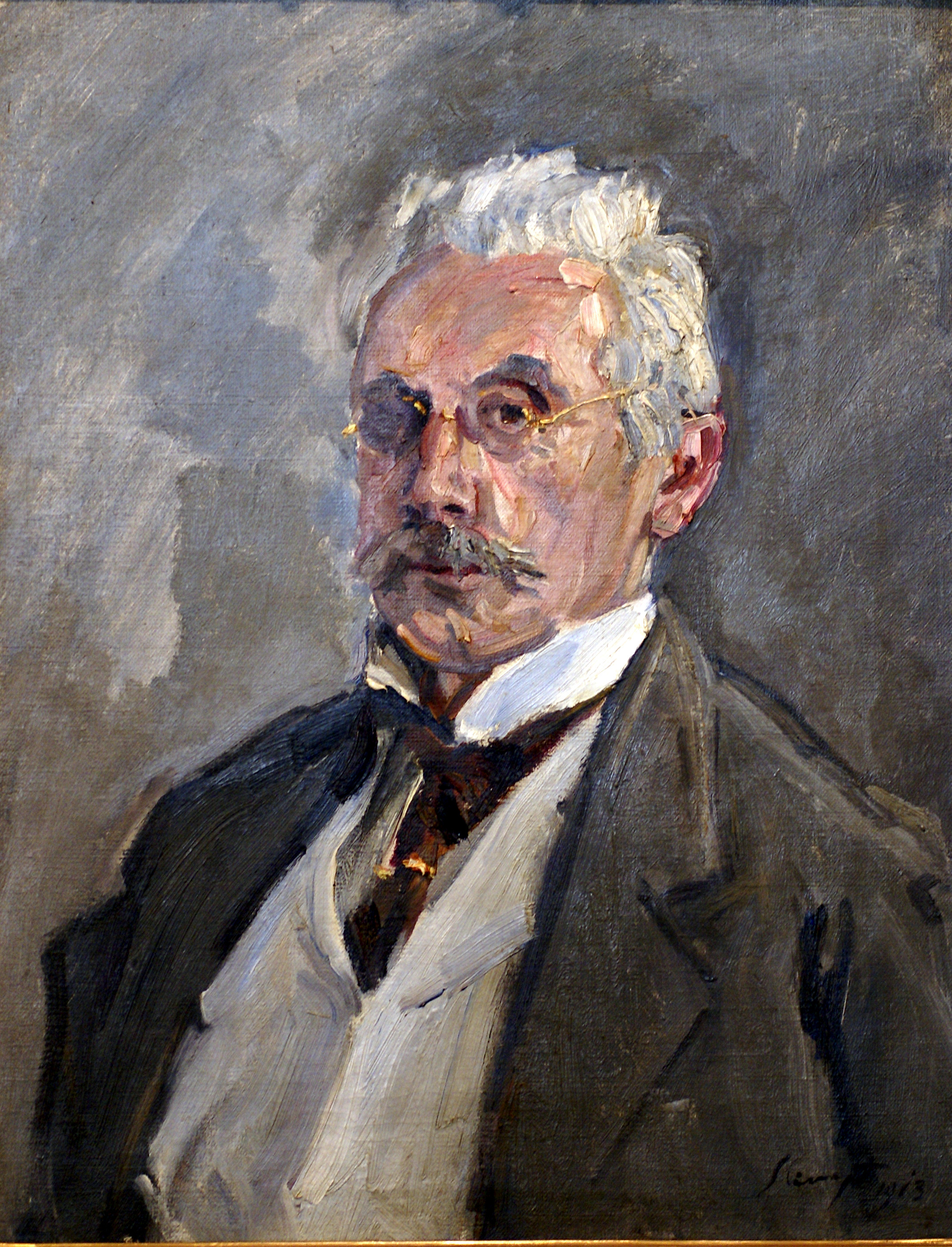
Max Slevogt: Bildnis Carl Steinbart, 1910

Karl Emil Steinbart, auch Carl Steinbart, (* 25. Februar 1852 in Klein-Plowenz, Kreis Strasburg in Westpreußen (heute Płowężek, Gmina Jabłonowo Pomorskie); † 26. Oktober 1923 in Berlin) war ein deutscher Bankprokurist, Kunstsammler und Mäzen. Er trug eine umfangreiche Sammlung mit Werken zeitgenössischer Künstler zusammen, darunter mehr als 70 Werke von Max Slevogt.

## Leben
Karl Steinbart kam 1852 als Sohn des Gutspächters Emil August Steinbart und seiner Frau Auguste, geborene Liedtke, im westpreußischen Klein-Plowenz zur Welt. Er hatte zehn Geschwister, die zwischen 1844 und 1857 geboren worden. In der Literatur wurde Steinbart wiederholt wegen seiner Banktätigkeit und Kunstförderung fälschlicherweise eine jüdische Herkunft zugeschrieben. Stattdessen war die Familie seit Generationen evangelischen Glaubens. Karl Steinbart wurde am 16. März 1852 in Groß Leistenau (heute Lisnowo) getauft. Er besuchte als Schüler das Thorner Gymnasium und absolvierte anschließend eine kaufmännische Ausbildung bei einer Handelsfirma in Danzig. Nach der Ausbildung begann Steinbart seine berufliche Karriere im Bankhaus Mendelssohn & Co. in Berlin. Dort wurde er 1897 Kollektiv-, 1909 Einzelprokurist und stieg schließlich bis zum Personalchef des Hauses auf. Er blieb für das Bankhaus bis zu seinem Lebensende tätig. Für seine beruflichen Verdienste erhielt er die Ernennung zum preußischen Kommerzienrat. Karl Steinbart war mit Anna Käthe Kaiser verheiratet. Aus dieser Ehe gingen fünf Kinder hervor. Die Tochter Dora Steinbart heiratete Paul Stach, der ebenfalls für das Bankhaus Mendelssohn & Co in Berlin arbeitete und ab 1920 in der Amsterdamer Filiale der Bank tätig war, wo er bis zum Gesellschafter aufstieg. Der Sohn Kurt Steinbart wurde Kunsthistoriker und später Mitglied der NSDAP und der SA. Karl Steinbart lebte mit seiner Familie an verschiedenen Wohnorten in Berlin und Groß-Lichterfelde (heute Berlin-Lichterfelde).
Als Bankier war Karl Steinbart zu einem erheblichen Vermögen gekommen. Im Jahrbuch des Vermögens und Einkommens der Millionäre wurde er 1908 als einfacher Millionär gelistet. Durch diesen finanziellen Hintergrund war ihm der Aufbau einer umfangreichen Kunstsammlung möglich. Hierbei trat er teilweise mit Künstlern in direkten Kontakt. So besuchte er 1913 den norwegischen Maler Edvard Munch auf der Insel Jeløya und kaufte vom Künstler einige seiner Werke. Die mitgereiste Tochter Irmgard Steinbart wurde bei dieser Gelegenheit von Munch porträtiert. Das erworbene Bildnis der Tochter verkaufte Steinbart wenig später, da er wenig Ähnlichkeit mit der Abgebildeten erkennen konnte. Zu Steinbarts bevorzugten Künstlern gehörte zudem Max Slevogt, dem er hinterhergereist sein soll, um die neuesten Werke des Malers zu erstehen. Der Maler Max Pechstein nannte Steinbart liebevoll  seinen „werten Gönner“. Sowohl Pechstein wie auch Slevogt schufen Porträts von Steinbart. Als Mäzen unterstützte er vor allem die Berliner Nationalgalerie. So stiftete er dem Museum 1906 ein Jugendliches Selbstbildnis von Bernhard Pankok. Im selben Jahr finanzierte er gemeinsam mit dem Bankier Carl Hagen den Ankauf des Gemäldes Die Kirche Saint-Germain-l’Auxerrois von Claude Monet. 1907 folgte wiederum zusammen mit Carl Hagen die Stiftung des Bildes Wiese in Bezons von Monet an die Nationalgalerie. Karl Steinbart starb 1923 in Berlin.

## Sammlung
Der genaue Bestand der Sammlung Steinbart lässt sich nur schwer rekonstruieren. Teilweise verkaufte der Sammler Werke nach einiger Zeit wieder, teilweise sind nur Titel überliefert, denen sich nicht eindeutig Werke zuordnen lassen. Insgesamt bestand die Sammlung Steinbart überwiegend aus Werken zeitgenössischer Künstler. Zu den frühesten Werken gehörte eine Version des Motivs Die Welle von Gustave Courbet. In den 1880er Jahren erwarb Steinbart eine Reihe von Werken des Schweizer Symbolisten Arnold Böcklin. Die Autorin Cella-Margaretha Girardet merkte hierzu an, er sei „vermutlich wirklich ein Böcklin-Liebhaber“ gewesen. Zu den Werken Böcklins in der Sammlung gehörten die Gemälde Überfall von Seeräubern (Wallraf-Richartz-Museum & Fondation Corboud, Köln), Pan im Schilf (Kunst Museum Winterthur – Reinhart am Stadtgarten, Winterthur), Selbstbildnis mit Weinglas (Nationalgalerie, Berlin) und Frühlingshymne (Museum der bildenden Künste, Leipzig). Später bildeten Arbeiten des deutschen Impressionisten Max Slevogt den Schwerpunkt der Sammlung. Von diesem Maler besaß Steinbart allein mehr als 70 Gemälde. Hierunter befanden sich beispielsweise die Werke  Hartschierwache des Prinzregenten Luitpold, Ritterschlag Georgifest und kleine Weinernte (alle Max Slevogt-Galerie, Villa Ludwigshöhe, Edenkoben). Zudem malte Slevogt mehrere Bildnisse von Karl Steinbart (eine Version im Wallraf-Richartz-Museum & Fondation Corboud). Auch von Max Liebermann fanden sich eine Reihe von Gemälden in der Sammlung Steinbart, darunter die Werke Strand in Nordwijk bei Sturm, Garten in Nordwijk-Binnen und Dorfstraße in Noordwijk (alle Privatsammlung). Von Lovis Corinth besaß Steinbart das Porträt Tirolerin mit Katze (Privatsammlung), von Theo von Brockhusen eine Landschaft.
Darüber hinaus trug Steinbart einige Werke des Expressionismus zusammen. So erstand er eine Reihe von Bildern von Edvard Munch, der Steinbarts Tochter in zwei Versionen malte (Munch-Museum, Oslo und Mildred Lane Kemper Art Museum, St. Louis). In der Sammlung Steinbart befand sich unter anderem das Bildnis Ingeborg Kaurin (Museum of Fine Arts, Boston). Weiterhin besaß Steinbart zahlreiche Werke von Max Pechstein, etwa das Stillleben mit Putto und Calla und das Bild Fischkutter in der Nachmittagssonne (beide Privatsammlung). Hinzu kamen von Emil Nolde das Bild Rote und gelbe Rosen (Wallraf-Richartz-Museum & Fondation Corboud, Köln), von Ignacio Zuloaga das Gemälde El Requiebro (Privatsammlung), von Ludwig Meidner die Werke Ich und die Stadt und ein Selbstbildnis und von Hans Purrmann ein Interieur.

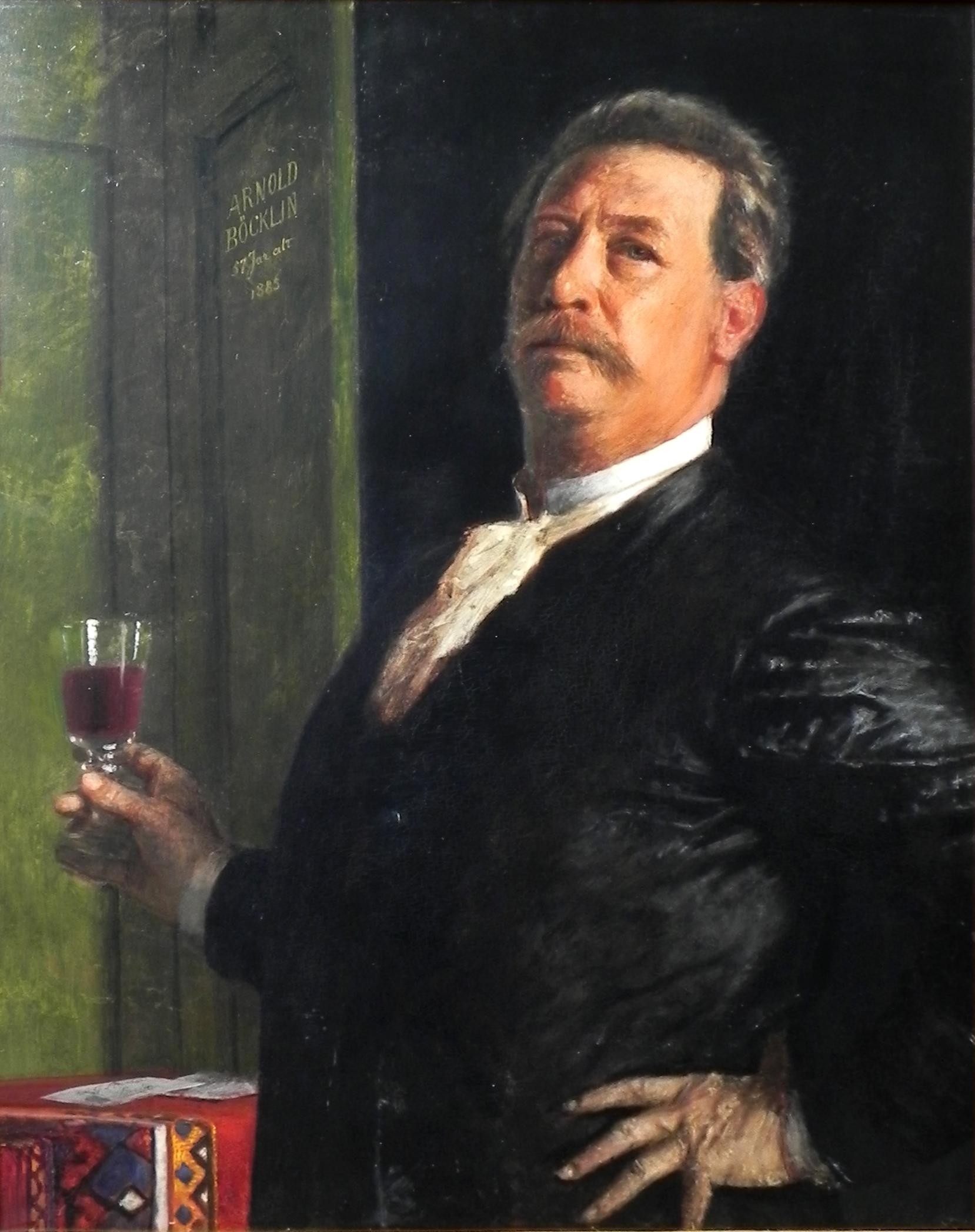
Arnold Böcklin: Selbstbildnis mit Weinglas, 1885n
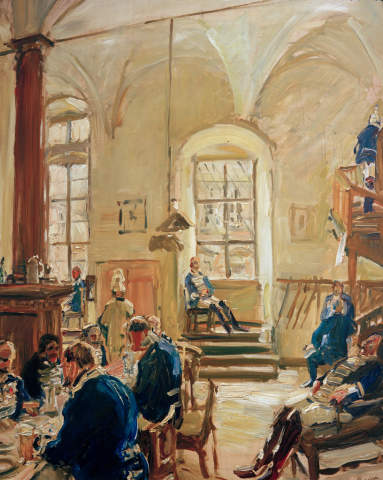
Max Slevogt: Hartschierwache, 1910
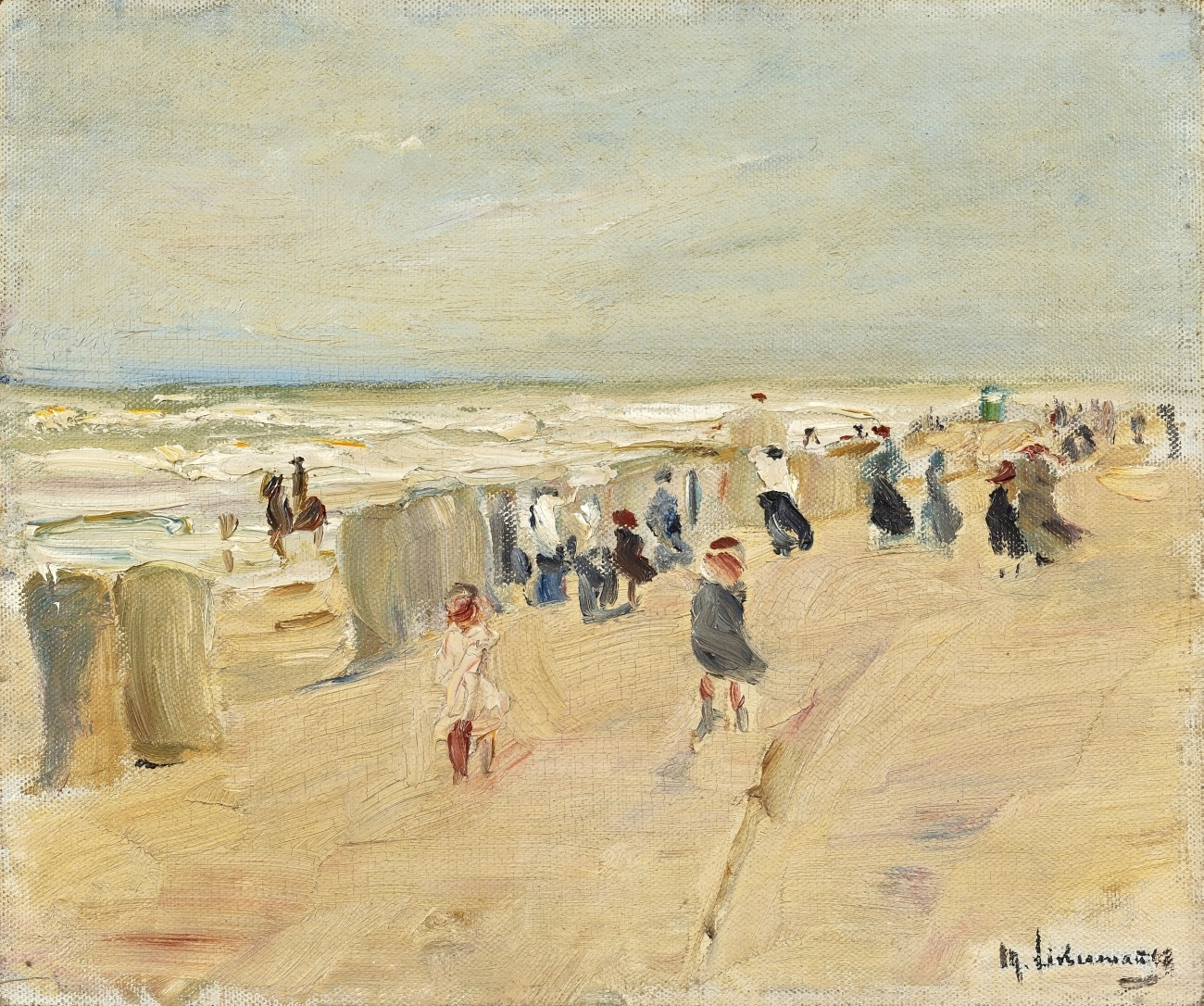
Max Liebermann: Strand in Nordwijk bei Sturm, 1908
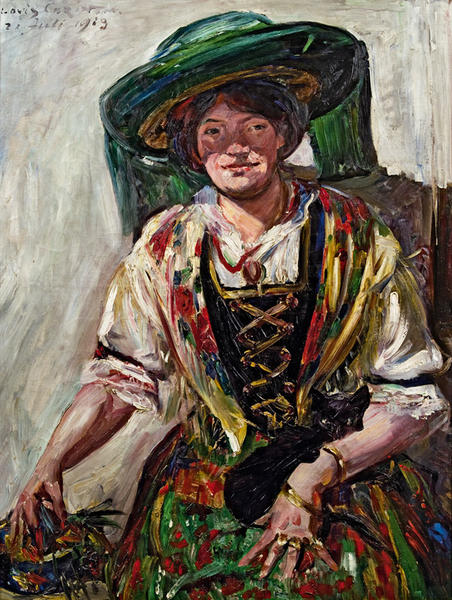
Lovis Corinth: Tirolerin mit Katze, 1913
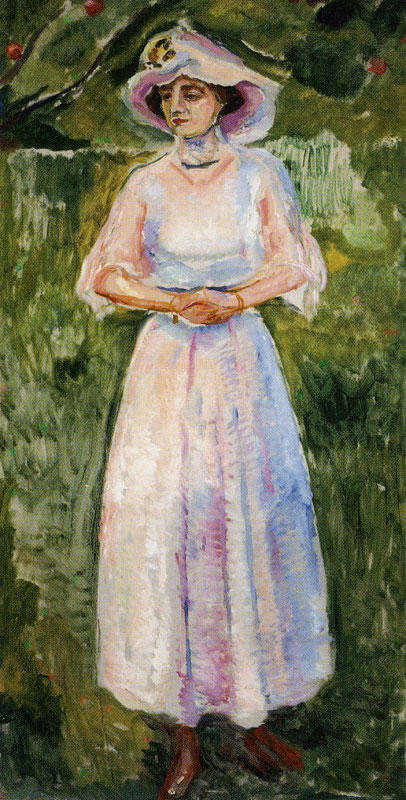
Edvard Munch: Irmgard Steinbart, 1913